# Fut
Fut, Phut o Put (en hebreo: פוט), era el tercer hijo de Cam, hijo de Noé. Sus hermanos eran Cush, Mizraim y Canaán. Su nombre aparece en la Tabla de las Naciones bíblica (Génesis 10). Fut es comúnmente asociado a Libia. 
- Según Flavio Josefo, Phut fue fundador de Libia, quien llamó a sus habitantes Phutitas. Además, había un río en el país de los Moros que llevaba su nombre (Antigüedades judías, libro 1:6/2).

- Según Plinio el Viejo (Nat. Hist. 5.1) y Ptolomeo (Geog. iv.1.3), el río Phut estaba ubicado en el lado oeste de Mauritania. Ptolomeo también menciona una ciudad libia llamada Putea (iv.3.39).

- Según Al-Tabari (c. 915), la esposa de Fut era Bakht (hija de Batawil, hijo de Tiras). De ella tienen origen los coptos.

En una estela de Al-Kabrit (que data del reinado de Darío I), Phut es referido como la provincia de Phutiya (en la Antigua Persia) y como Phuta (en la nueva Babilonia). El texto equivalente, escrito en el idioma egipcio, refiere a Libia.
Isaac Newton, para hacer una síntesis de la mitología griega, identifica a Fut como Anteo, o como Atlas.

## Fut en la Biblia
En Génesis 10:6 y Deuteronomio 1:8, Put es mencionado como hijo de Cam. En Macabeos I 30:5, en Ezequiel 27:10, 38:5 y 66:19, y en Nahum 3:9, Put es mencionado de manera profética como uno de los pueblos que tendrá lugar en el Armagedón. Según Macabeos I 30:5: "Kuch, Put y Lud, Arabia, Kub y los de la coalición caerán todos a espada".
- Datos: Q946939